# NGC 1084
NGC 1084 è una galassia a spirale situata nella costellazione dell'Eridano, a una distanza di circa 58 milioni di anni luce dalla nostra Via Lattea.

## Scoperta
La galassia è stata scoperta il 10 gennaio 1785 dall'astronomo britannico di origine tedesca William Herschel.

## Descrizione
La luminosità di NGC 1084 nell'infrarosso lontano (da 40 a 400 µm) è uguale a 2,63 x 1010 {\displaystyle L_{\odot }} (1010,42 {\displaystyle L_{\odot }}), mentre la sua luminosità totale nell'infrarosso (da 8 a 1000 µm) è di 3,47 x 1010 {\displaystyle L_{\odot }} (1010,54 {\displaystyle L_{\odot }}).

## Morfologia

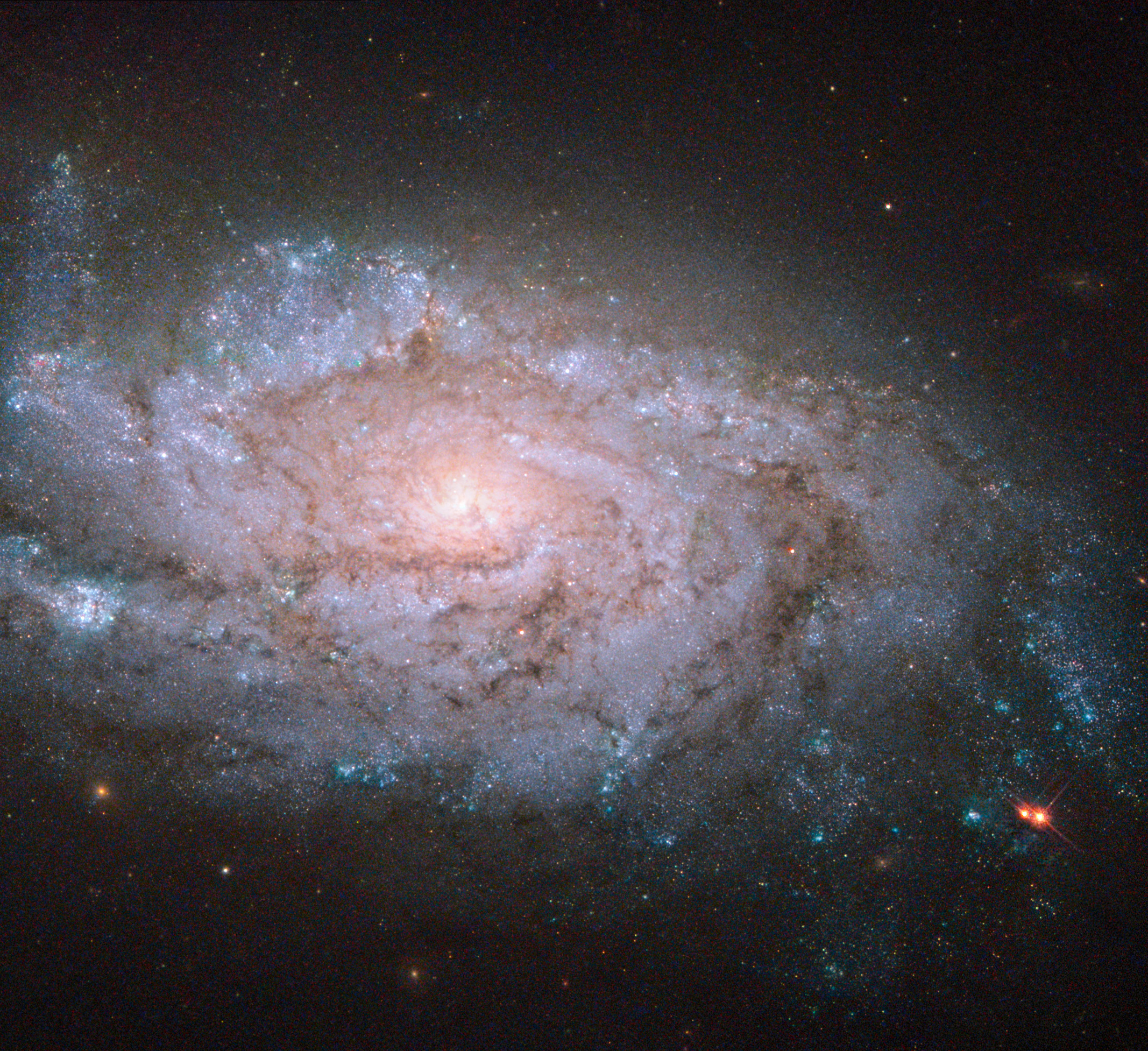
NGC 1084 ripresa dal Telescopio spaziale Hubble.

NGC 1084 è stata utilizzata da Gérard de Vaucouleurs come esempio di galassia di tipo morfologico SA(s)c nel suo atlante delle galassie.
Eskridge, Frogel e Pogge nel 2002 hanno pubblicato un articolo che descrive la morfologia di 205 galassie a spirale o lenticolari vicine. Le osservazioni sono state realizzate nella banda H dell'infrarosso e nella banda B (del blu). Secondo lo studio, NGC 1084 è di tipo Sbc nella banda B e Sb nella banda H. Il nucleo è una sorgente puntiforme molto luminosa. Il bulbo galattico è allungato lungo l'asse maggiore del disco e non mostra evidenza di una barra. La spirale è costituita da diversi bracci non ben definiti. All'esterno dei bracci si nota la presenza di nodi brillanti di formazione di stelle che si avvolgono per circa 180 gradi prima di scomparire.

## Supernove
All'interno di NGC 1084 sono state scoperte cinque supernove: SN 1963P, SN 1996an, SN 1998dl, SN 2009H e SN 2012ez.

### SN 1963P
La supernova è stata scoperta il 18 settembre 1963 dall'astronomo svizzero Paul Wild dell'Università di Berna. La supernova è stata classificata di tipo Ia.

### SN 1966an
La supernova è stata scoperta il 27 luglio 1966 dall'astronomo amatoriale giapponese Masakatsu Aoki. La supernova è stata classificata di ipo II.

### SN 1998dl
La supernova è stata scoperta il 20 agosto 1998} da J. Y. King, M. Modjaz, T. Shefler, E. Halderson, W. D. Li,
R. R. Treffers e A. V. Filippenko dell'Università della California - Berkeley nel corso del programma LOSS (Lick Observatory Supernova Search) dell'Osservatorio Lick. La supernova è stata classificata di tipo II.

### SN 2009H
La supernova è stata scoperta il 3 gennaio 2009 da W. Li, S. B. Cenko e A. V. Filippenko dell'Università della California - Berkeley nel corso del programma LOSS (Lick Observatory Supernova Search) dell'Osservatorio Lick. La supernova è stata classificata di tipo II.

### SN 2012ec
La supernova è stata scoperta l'11 agosto 2012 dall'astronomo amatoriale sudafricano Berto Monard. La supernova è stata classificata di tipo IIP.

## Gruppo di NGC 1084
NGC 1084 è la galassia principale del Gruppo di NGC 1084 che comprende almeno 14 galassie.
Le galassie componenti il gruppo, indicate nell'articolo di Garcia del 1993 e inserite nel New General Catalogue sono: NGC 988, NGC 991, NGC 1022, NGC 1035, NGC 1042, NGC 1047, NGC 1051 (=NGC 961), NGC 1052, NGC 1084, NGC 1110 e NGC 1140. Queste galassie, tranne NGC 1047 e NGC 1140, sono incluse anche nella lista pubblicata sul sito  Un Atlas de L'Univers di Richard Powell. Powell designa il raggruppamento come Gruppo di NGC 1052.